# ادوکواکرو
ادوکواکرو (به لاتین: Adouakouakro) یک منطقهٔ مسکونی در ساحل عاج است که در N'zi-Comoé واقع شده‌است.